# José Manuel Mesa Fernández
José Manuel Mesa Fernández (Escobedo, Camargo, 26 d'agost de 1944) va ser un ciclista espanyol, que fou professional entre 1968 i 1972.
L'èxit més important de la seva carrera fou una victòria d'etapa a la Volta a Catalunya amb final a Girona, després d'una gran escapada.

## Palmarès
- 1970
  - Vencedor d'una etapa a la Volta a Catalunya

### Resultats a la Volta a Espanya
- 1968. Abandona
- 1969. 60è de la classificació general
- 1970. 33è de la classificació general
- 1972. 35è de la classificació general